# St. Katharina (Libá)

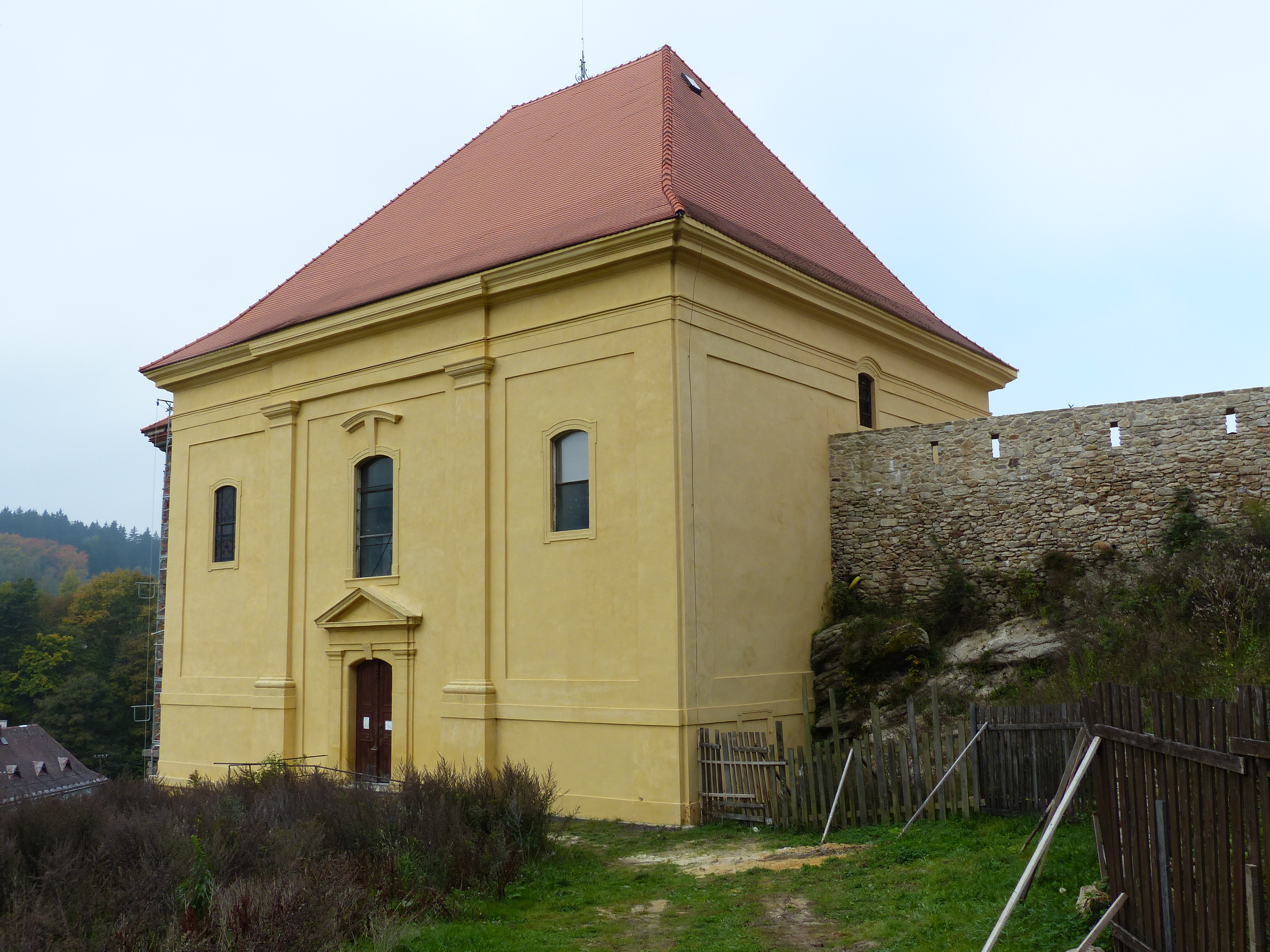
St. Katharina (Libá) (2014)

Die Kirche St. Katharina von Alexandrien (tschechisch Kostel svaté Kateřiny) steht in Libá (Liebenstein) im Okres Cheb in Tschechien. Sie steht unter Denkmalschutz und ist Filialkirche der römisch-katholischen Pfarrei Františkovy Lázně-venkov (Franzensbad-Land) im Bistum Pilsen.

## Geschichte

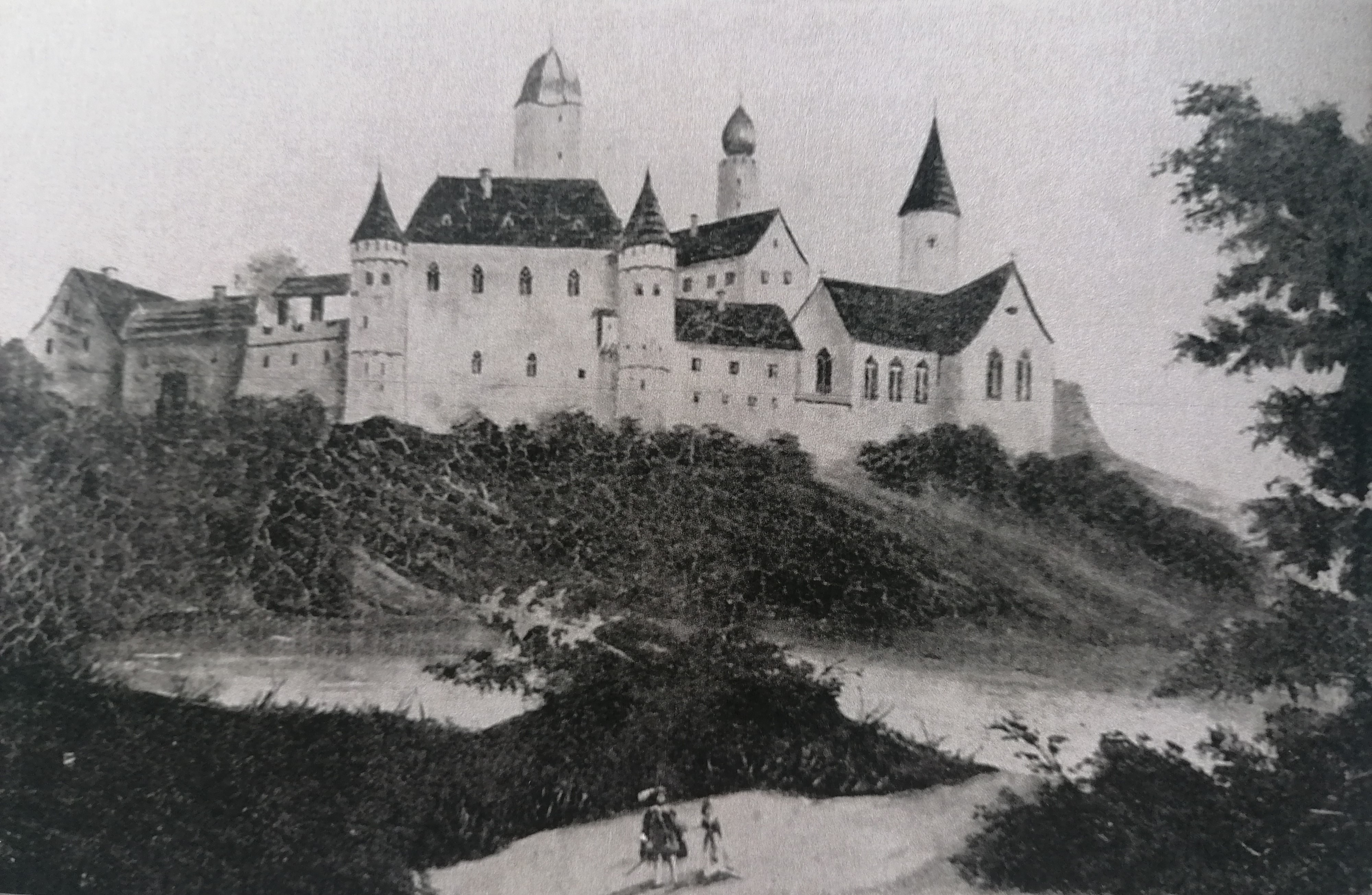
Zeichnung von Burg und Kirche Liebenstein, etwa 16. Jahrhundert

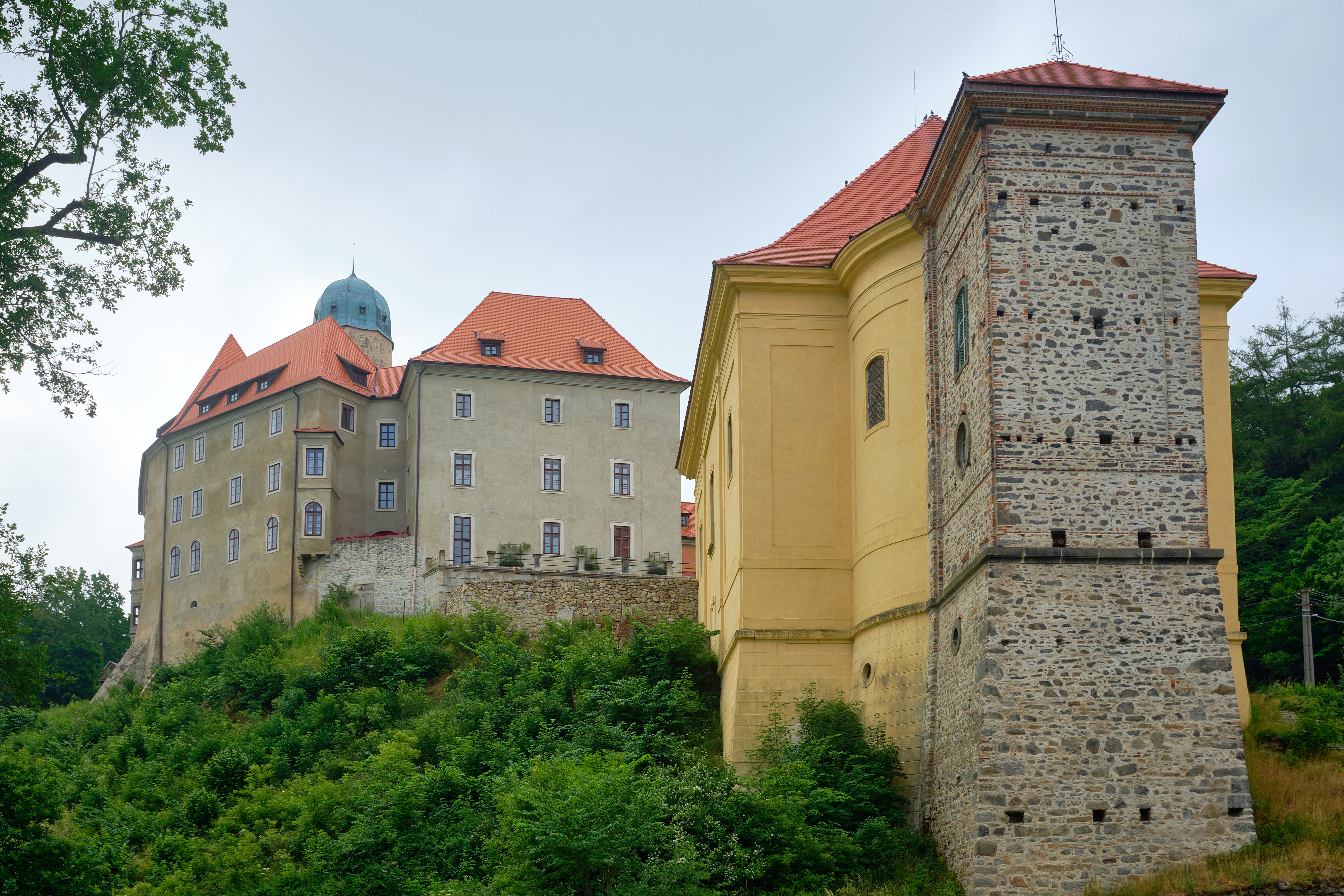
Schloss Libá und St. Katharina (2022)

Der Egerer Bürger Erhard Rudusch erwarb am 5. Mai 1400 vom Landgrafen Johann von Leuchtenberg „Liebenstein mit allen Zugehörungen“. „Schon bald nach der Uebernahme von Liebenstein trug sich Erhard Rudusch mit dem Gedanken, hier eine Pfarrkirche zu stiften. Hierzu war die Einwilligung des Deutschen Hauses in Eger und des Pfarrers von Mühlbach nothwendig, von dessen Sprengel die neue Pfarre abgetrennt werden sollte“. Die Bewilligung wurde mit einem Brief vom 23. März 1406 erteilt und das Gotteshaus wurde noch im selben Jahr auf einem Felsvorsprung unterhalb der Burg Liebenstein im gotischen Stil errichtet und der Heiligen Dreifaltigkeit sowie der Heiligen Katharina geweiht.
Spätestens im 18. Jahrhundert erwies sich die Kirche angesichts der zunehmenden Bevölkerung als zu klein, möglicherweise war sie auch baufällig geworden. Unter dem Patronat der seit 1426 über Liebenstein herrschenden Familie von Zedtwitz wurde 1753 mit dem Bau eines neuen Turms und 1755 mit dem Abriss der alten Kirche begonnen, um an gleicher Stelle den noch heute existierenden Nachfolgebau im Barockstil zu errichten. Baumeister war Karl Faber aus Eger. Die neue Kirche wurde am 9. Oktober 1763 durch den Regensburger Bischof von Wolferndorf der Heiligen Katharina von Alessandrien geweiht. Der Turm ist bis heute unvollendet, die Arbeiten an den beiden oberen Geschossen wurden eingestellt. Ende des 19. oder Anfang des 20. Jahrhunderts wurde eine Änderung der Innenausstattung vorgenommen, wobei die ursprünglichen Barockaltäre und der Predigtstuhl durch neugotische Holzelemente (Schreinergotik) ersetzt wurden.
Nach 1945 und der Aussiedlung der deutschen Bevölkerung wurde die Kirche nicht mehr genutzt und über mehrere Jahrzehnte dem Verfall preisgegeben. Teile der Innenausstattung wurden in Depots verbracht, Vieles wurde aber auch zerstört oder entwendet. In den 1970er oder 1980er Jahren stürzte ein Teil der Decke ein.
Im Jahr 2003 wurde mit ersten Notreparaturen an Dach und Dachstuhl begonnen, um einen Einsturz des Gebäudes zu verhindern. 2006 wurde die Sanierung von Kostel svaté Kateřiny in das Programm zur Rettung des architektonischen Erbes (PZAD) der Tschechischen Republik aufgenommen. Zuwendungen erfolgten von kirchlichen und behördlichen tschechischen Trägern, aber auch von früheren deutschen Einwohnern Liebensteins. Aufgrund der dennoch begrenzten Mittel zog sich die Instandsetzung des Dachkonstruktion über mehrere Jahre hin. In den Jahren 2011 bis 2014 erfolgte die Renovierung der Fassaden unter denkmalpflegerischen Gesichtspunkten. Der auch früher nicht verputzte Turmstumpf wurde unverändert belassen. 2015 und 2016 wurden neue Fenster und Türen eingebaut, seit 2019 wird an der Rekonstruktion des Innenraums sowie an der Restaurierung der Stuckverzierungen und Wandgemälde gearbeitet. Eine ausführliche Dokumentation über die Wiederherstellung der Kirche bietet die Homepage der Pfarrei Franzensbad (Farnost Františkovy Lázně).

## Beschreibung
Die Kirche ist ein gemauerter einschiffiger Bau auf rechteckigem Grundriss mit polygonalem Abschluss und einem niedrigen Turm(stumpf) auf der Westseite. Das Satteldach ist mit Ziegeln gedeckt. Bei der barocken Umgestaltung wurde die Ausrichtung der Kirche geändert, sodass sich der Altarraum nun auf der Westseite befindet. In der südlichen Fassade, die mit Pilastern verziert ist, die von Lisenen unterlegt sind und einen durchgehenden Architrav, einen Fries und ein Gesims tragen, befindet sich in der Achse der Eingangsportal. Der Turm ist aus grobem, unverputztem Mauerwerk errichtet.

### Innenraum

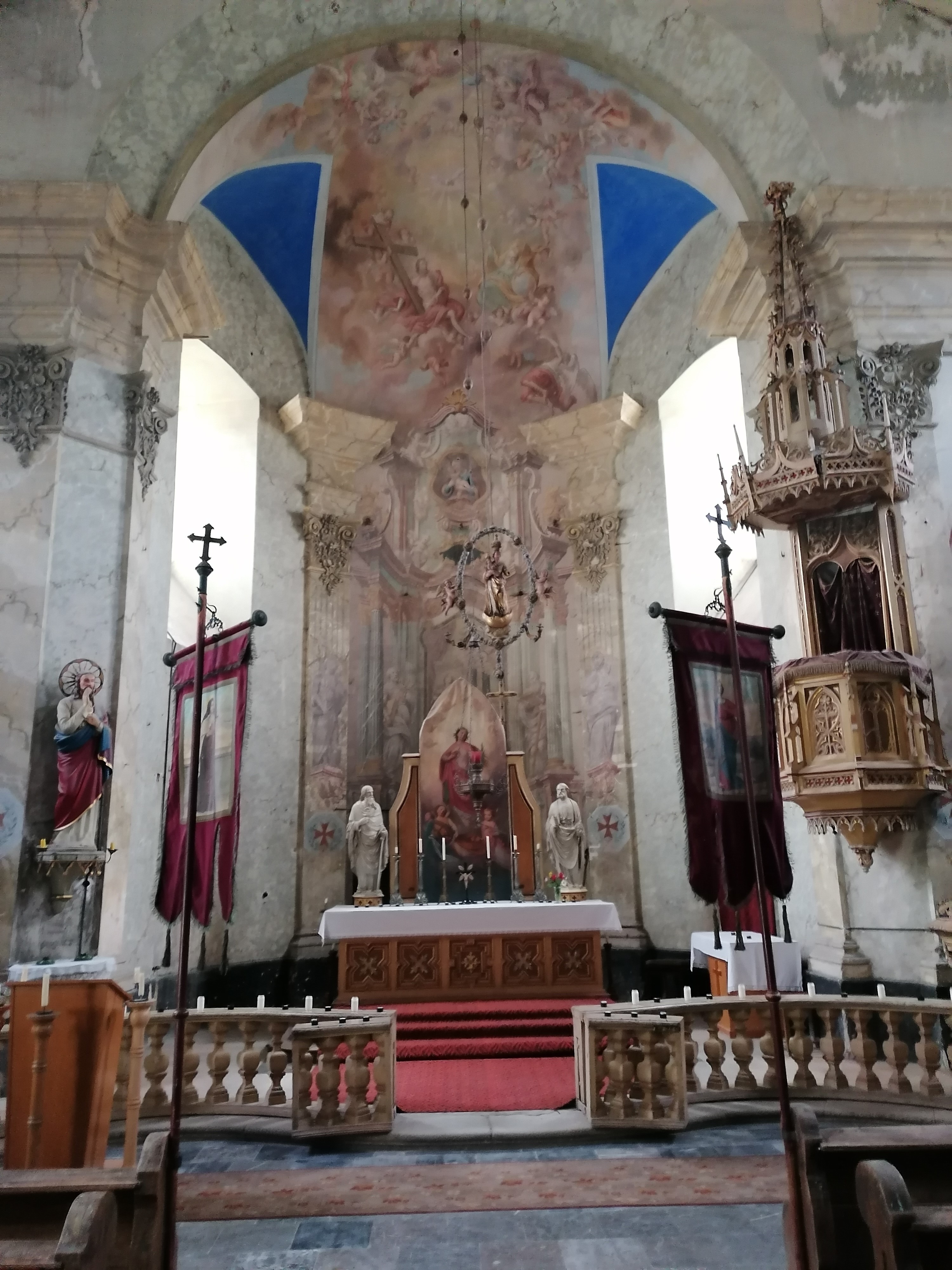
Innenansicht (2025)

Im Kirchenschiff auf der Ostseite befindet sich eine gemauerte, nicht gewölbte Empore mit Holzgeländer, die von Säulen mit Pilastern getragen wird. Die Herrenkapellen wurden später an die Außenwände angebaut. Sie sind durch Arkadenfenster mit gedrückten Grundflächen zum Kirchenschiff hin geöffnet. Ein Triumphbogen trennt das Kirchenschiff vom Altarraum. Er ist hoch und durch Pilaster mit Volutenkapitellen gegliedert. Das Presbyterium und das Kirchenschiff sind durch verbundene Pilaster gegliedert, die mit Volutenkapitellen abgeschlossen sind, die mit Rocaille verziert sind. Im Kirchenschiff befinden sich auf den Pilastern Abschnitte des Gurtbands, die drei Gewölbefelder tragen. Zwischen den seitlichen Tonnengewölben mit Lünetten ist das mittlere Feld mit einem tschechischen Flachgewölbe überspannt. Das Gewölbe ist mit Rokoko-Rahmen mit Kartuschen mit Gitterwerk und Blumenranken verziert, in denen sich Fresken befinden. Der Altarraum ist mit einer Konche mit Lünetten gewölbt und hat zwei Fenster. Von der Ausstattung sind die Kanzel, die Orgel auf der Empore und Reste der Altäre erhalten.

### Ausmalung
An den Wänden des Altarraums und am Triumphbogen sind illusionistische Altäre gemalt, die bis in die 1980er Jahre von neugotischen Altären verdeckt waren. Das Gemälde des Hochaltars aus dem 18. Jahrhundert zeigt die Heilige Katharina und setzt sich mit einem Aufsatzbild der Jungfrau Maria bis zur Deckenmalerei fort, die die Heilige Dreifaltigkeit darstellt. Im Kirchenschiff auf der Evangelienseite hinter dem Seitenaltar befindet sich eine illusionistische Altarmalerei mit der Jungfrau Maria. Auf der Epistelseite hinter dem Seitenaltar befindet sich eine illusionistische Malerei eines barocken Altars mit dem Heiligen Johannes Nepomuk.
Die Wandmalerei über dem Fenster gegenüber dem Eingang stellt die Vision des Heiligen Heinrich dar, über dem Haupteingang befindet sich ein Gemälde, das die Auferstehung Jesu Christi darstellt.
In der Mitte des Gewölbes zeigt das Gemälde die Apotheose der Heiligen Katharina. Auf dem Gewölbe näher am Triumphbogen sind drei Szenen zu sehen: Die Jungfrau Maria besucht Elisabeth, die Mutter Johannes des Täufers (beide sind schwanger). Im mittleren Teil ist die Geburt Johannes des Täufers dargestellt, im weiteren Teil die Verkündigung an die Jungfrau Maria.